# Filipe Nyusi

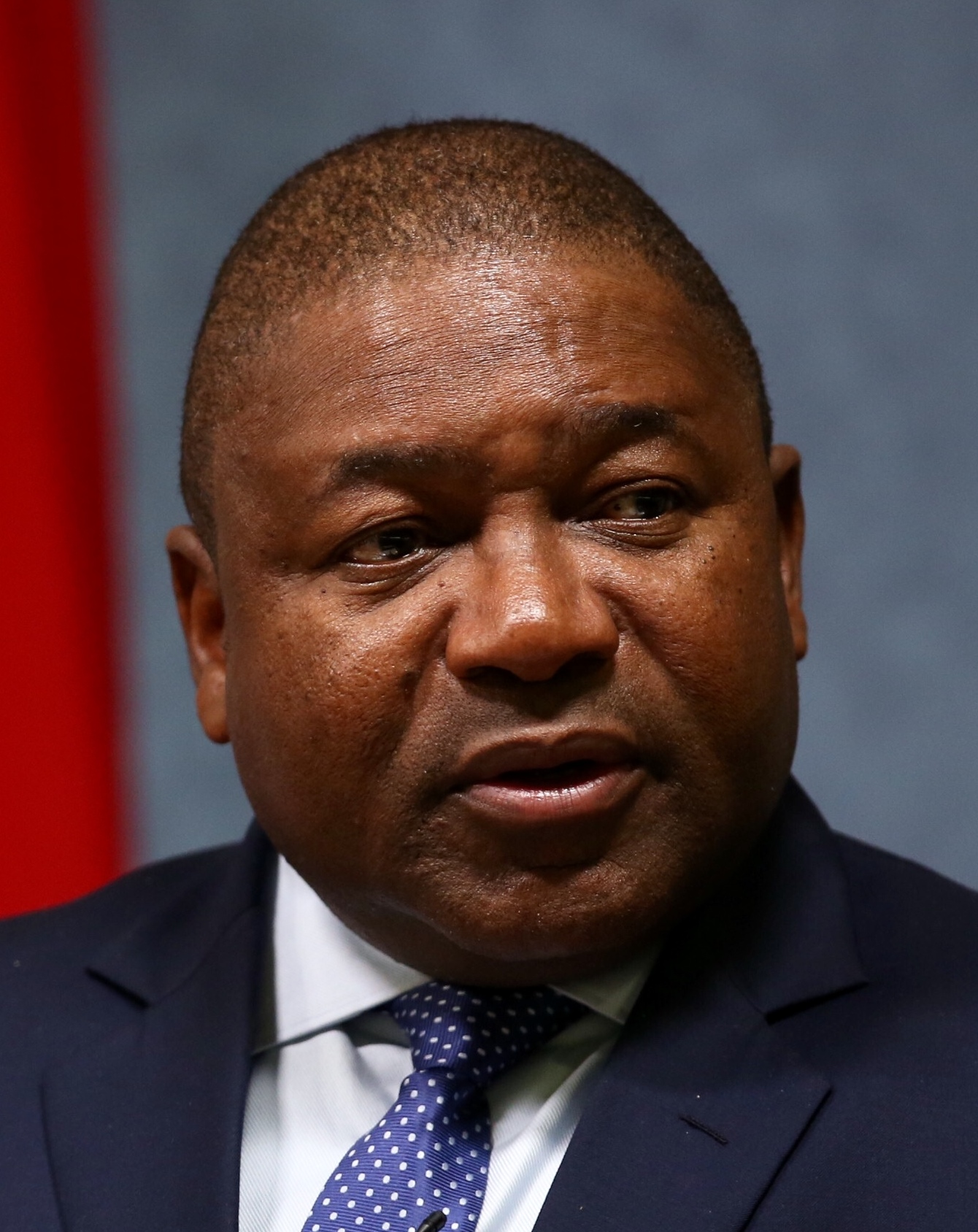
Filipe Nyusi 2018

Filipe Jacinto Nyusi (* 9. Februar 1959 in Namau, Distrikt Mueda, Provinz Cabo Delgado, Portugiesisch-Ostafrika) ist ein mosambikanischer Unternehmer und Politiker der Frente de Libertação de Moçambique (FRELIMO). Von 2008 bis 2014 war Nyusi Verteidigungsminister Mosambiks und vom 15. Januar 2015 bis zum 15. Januar 2025 vierter Präsident von Mosambik. Seit dem 29. März 2015 ist er zudem Vorsitzender der FRELIMO. Bei der Präsidentschaftswahl 2019 wurde er mit großer Mehrheit im Amt bestätigt. Am 15. Januar 2025 wurde sein Nachfolger Daniel Chapo als Präsident vereidigt.

## Biografie
Nyusi stammt aus dem äußersten Norden und gehört der Ethnie der Makonde an. Seine Eltern Jacinto Nyusi Chimela und Angelina Daima waren Bauern und Kämpfer im Krieg gegen die portugiesischen Kolonialherren.

### Ausbildung
In seiner Jugend wurde er ins benachbarte Tansania geschickt und besuchte dort die Grundschule in Tunduru, später eine Kaderschule der FRELIMO in Nachingwea. 1973 wurde er in die FRELIMO aufgenommen und in Tansania auch militärisch ausgebildet. Nach der Unabhängigkeit Mosambiks 1975 absolvierte er von 1976 bis 1982, zunächst in seiner nord-mosambikanischen Heimat Mariri, später in Beira die Sekundarstufe. Das Studium der Elektrotechnik folgte in der Hauptstadt Maputo, ab 1990 studierte er Maschinenbau an der Technischen Universität Brünn in der damaligen Tschechoslowakei und schließlich 1999 Betriebswirtschaft an der University of Manchester in Großbritannien.
2003 erlangte er einen Abschluss in Management am Indian Institute of Management in Ahmedabad, Indien. Andere kurzzeitige Lehrgänge führten ihn zudem nach Swasiland (heute Eswatini), Südafrika und in die USA. Filipe Nyusi war zwischen 2002 und 2008 Dozent für Mathematik in Teilzeit an der Pädagogischen Universität Nampula.

### Geschäftsführer der CFM
Von 1993 bis 2007 war Nyusi Geschäftsführer der staatlichen mosambikanischen Eisenbahngesellschaft, bei der er schon ab 1992 angestellt war. Das Unternehmen sponsert den Fußballclub Ferroviário de Nampula in der ersten Liga, dessen ehemaliger Vorsitzender Filipe Nyusi war. 2008 bis 2014 war Nyusi Verteidigungsminister. Im September 2012 wurde er in das Zentralkomitee der FRELIMO während des Zehnten Kongresses gewählt. Er ist Mitglied im Verband der Kämpfer des Nationalen Befreiungskampfes (Associação dos Combatentes da Luta de Libertação Nacional, ACLLN).

### Präsidentschaft
Der langjährige Präsident Armando Guebuza durfte nach zwei Amtszeiten nicht mehr antreten. Unterstützt und gefördert von Guebuza holte der inzwischen 55-jährige Nyusi am 15. Oktober 2014 gleich in der ersten Runde der Präsidentschaftswahl mit der FRELIMO 57,03 % der Stimmen. Seine überraschende Wahl als Unbekannter aus dem Norden gilt in Mosambik als ein wichtiges Zeichen, da sich die mosambikanische Bevölkerung des Nordens schon immer politisch und wirtschaftlich benachteiligt fühlt und zudem die Konzentration der Macht seit jeher auf den Süden beschränkt blieb. Dabei hat der Norden in letzter Zeit ökonomisch stark an Gewicht gewonnen. Dort wurden 2010 und 2011 riesige Gasfelder entdeckt, die das Land zu einem der größten Gasexporteure der Welt werden lassen sollen.
Am 29. März 2015 übergab Armando Guebuza, der seit 2005 Staatspräsident und traditionellerweise seit 2006 auch Parteivorsitzender der FRELIMO war, den Vorsitz an Filipe Nyusi. Dieser wurde mit 98,6 Prozent der Stimmen der Mitglieder des Zentralkomitees der Partei gewählt.
Bei der Präsidentschaftswahl 2019 siegte Nyusi mit rund 73 % der Stimmen und konnte damit am 15. Januar 2020 seine zweite und verfassungsgemäß letzte Amtszeit antreten.

### Persönliches
Filipe Nyusi ist verheiratet mit Isaura Nyusi und beide haben vier Kinder.